# Born to Be Wild
Pour les articles homonymes, voir Born to Be Wild (homonymie).
Singles de Steppenwolf
A Girl I Knew Sookie Sookie
Born to Be Wild (« Né pour être sauvage », en anglais) est une chanson écrite par Mars Bonfire (en) en 1968 et qui a rendu célèbre le groupe de rock américain Steppenwolf. Elle est souvent utilisée dans la culture populaire comme chanson de référence aux bikers.
Cette chanson est considérée comme ayant inspiré le nom du genre heavy metal. En effet, le second couplet de la chanson mentionne le « heavy metal thunder » (« lourd tonnerre métallique ») du rugissement des moteurs de motos, première attestation écrite du syntagme « heavy metal ».

## Version originale de Steppenwolf
Bien qu'initialement attribuée à d'autres groupes — notamment The Human Expression (en) — Born to Be Wild est enregistrée la première fois en 1968 par Steppenwolf. Born to Be Wild est le second single du groupe, mais aussi celui qui obtiendra le plus grand succès, atteignant la deuxième place du Billboard Hot 100, le hit-parade américain.
En 2004, le magazine Rolling Stone place Born to Be Wild à la 129e place des 500 plus grandes chansons de tous les temps. La même année, la chanson est 29e au classement AFI's 100 Years... 100 Songs des 100 meilleures chansons du cinéma américain. Le single de la chanson a également été certifié or par la RIAA le 19 septembre 1968 aux États-Unis.
Rapidement, la chanson est incluse dans de nombreuses compilations et bandes-son de films. Par exemple, le film Easy Rider (1969) est le premier à l'utiliser dans sa bande-son. Contrairement à la version single ou celle de l'album, la version de Easy Rider est accompagnée de sons de motos comme introduction (une autre chanson de Steppenwolf issue de leur premier album, The Pusher, a aussi été utilisée dans le film). Alors que le film n'en était qu'au stade de la production, Born to Be Wild fut utilisé temporairement pour combler un vide, puisque Peter Fonda voulait que Crosby, Stills & Nash produisent la bande-son. Finalement, il devint clair que la chanson collait parfaitement au film et fut conservée. C'est au moins à cause de son importance dans le film que Born to Be Wild est si souvent associée dans la culture populaire à l'univers des bikers. D'après une interview de Peter Fonda dans le documentaire Sur les traces d'Easy Riders, il prétend que Mars Bonfire a composé cette chanson en pensant à une AMC Gremlin.
D'autres films ont utilisé la version de Steppenwolf de Born to Be Wild, parmi lesquels Le Retour, One Crazy Summer, Dans les pompes d'un autre (Opportunity Knocks), Dr. Dolittle 2, Chérie, vote pour moi (Speechless), La Coccinelle revient (Herbie Fully Loaded), Beautés sauvages (Wild America), Borat et Robocop 2 ; ainsi que la sériée télévisée Miami Vice (épisode 9 de la saison 1 : The great McCarthy).
En 2023, SNCF Voyageurs l'utilise dans sa publicité.

## Reprises
La chanson a été largement reprise, entre autres, par les groupes suivants :
- Alvin et les Chipmunks (dans l'épisode 21 de la saison 2 de leur série intitulé Un peu de tenue)
- Blue Öyster Cult
- Chain Reaction
- The Concreters
- The Cult
- Hinder
- INXS
- Kim Wilde
- Krokus
- Joe Lynn Turner
- Fanfare Ciocărlia
- Leningrad Cowboys
- Mark Andrews and the gents
- Motörhead
- Ozzy Osbourne
- Raven et Udo Dirkschneider
- The Riff Truckers
- Riot V
- Rompeprop (avec sa version porn to be wild)
- Slade
- Slayer
- Spare Parts
- Status Quo
- Steve 'N' Seagulls
- Wilson Pickett
- The Kazemy
- The Wild Sons
- Tony Marlow
- X Japan
- Zodiac Mindwarp
- Marble Phrogg

Note : Sur YouTube, beaucoup de vidéos de Born to Be Wild sont associées à tort à AC/DC. La confusion vient de la reprise faite par le groupe Krokus.

## Classements

### Classements hebdomadaires
| Classement (1968–1969)                 | Meilleure position |
| -------------------------------------- | ------------------ |
| Allemagne (Media Control AG)           | 20                 |
| Autriche (Ö3 Austria Top 40)           | 20                 |
| Belgique (Flandre Ultratop 50 Singles) | 16                 |
| Canada (CHUM)                          | 1                  |
| Canada (RPM 100)                       | 1                  |
| États-Unis (Billboard Hot 100)         | 2                  |
| États-Unis (Cash Box)                  | 2                  |
| États-Unis (Record World)              | 2                  |
| Pays-Bas (Nederlandse Top 40)          | 32                 |
| Royaume-Uni (UK Singles Chart)         | 30                 |

| Classement (1970) | Meilleure position |
| ----------------- | ------------------ |
| France (IFOP)     | 3                  |

| Classement (1973)             | Meilleure position |
| ----------------------------- | ------------------ |
| Pays-Bas (Nederlandse Top 40) | 16                 |
| Pays-Bas (Single Top 100)     | 14                 |

| Classement (1990–1991)                 | Meilleure position |
| -------------------------------------- | ------------------ |
| Belgique (Flandre Ultratop 50 Singles) | 20                 |
| Belgique (Flandre VRT Top 30)          | 16                 |
| Pays-Bas (Nederlandse Top 40)          | 4                  |
| Pays-Bas (Single Top 100)              | 5                  |

| Classement (1999)              | Meilleure position |
| ------------------------------ | ------------------ |
| Royaume-Uni (UK Singles Chart) | 18                 |

| Classement (2013) | Meilleure position |
| ----------------- | ------------------ |
| France (SNEP)     | 141                |

### Classements annuels
| Classement (1968)              | Position |
| ------------------------------ | -------- |
| Canada (RPM 100 Top Singles)   | 14       |
| États-Unis (Billboard Hot 100) | 31       |
| États-Unis (Cash Box)          | 36       |

| Classement (1990)             | Position |
| ----------------------------- | -------- |
| Pays-Bas (Nederlandse Top 40) | 47       |
| Pays-Bas (Single Top 100)     | 57       |